# Harry Potter och Halvblodsprinsen (soundtrack)
Harry Potter och Halvblodsprinsen är soundtracket till filmen från 2009 med samma namn, skrivet och komponerat av Nicholas Hooper.

## Låtlista
| 1.           | Opening                     | 2:53  |
| 2.           | In Noctem                   | 2:00  |
| 3.           | The Story Begins            | 2:05  |
| 4.           | Ginny                       | 1:30  |
| 5.           | Snape & the Unbreakable Vow | 2:50  |
| 6.           | Wizard Wheezes              | 1:42  |
| 7.           | Dumbledore's Speech         | 1:31  |
| 8.           | Living Death                | 1:55  |
| 9.           | Into the Pensieve           | 1:45  |
| 10.          | The Book                    | 1:44  |
| 11.          | Ron's Victory               | 1:44  |
| 12.          | Harry & Hermione            | 2:52  |
| 13.          | School!                     | 1:05  |
| 14.          | Malfoy's Mission            | 2:53  |
| 15.          | The Slug Party              | 2:11  |
| 16.          | Into the Rushes             | 2:33  |
| 17.          | Farewell Aragog             | 2:08  |
| 18.          | Dumbledore's Foreboding     | 1:18  |
| 19.          | Of Love & War               | 1:17  |
| 20.          | When Ginny Kissed Harry     | 2:38  |
| 21.          | Slughorn's Confession       | 3:33  |
| 22.          | Journey to the Cave         | 3:08  |
| 23.          | The Drink of Despair        | 2:44  |
| 24.          | Inferi in the Firestorm     | 1:53  |
| 25.          | The Killing of Dumbledore   | 3:34  |
| 26.          | Dumbledore's Farewell       | 2:22  |
| 27.          | The Friends                 | 2:00  |
| 28.          | The Weasley Stomp           | 2:51  |
| Total längd: | Total längd:                | 62:40 |